# Agrilus tshapadarensis
Agrilus tshapadarensis é uma espécie de inseto do género Agrilus, família Buprestidae, ordem Coleoptera.
Foi descrita cientificamente por Alexeev in Alexeev, et a o., 1992.